# Rosa Genoni
Rosa Genoni (Tirano, 16 giugno 1867 – Varese, 12 agosto 1954) è stata una stilista italiana, attivista socialista contro la guerra e giornalista.

## Biografia
Nasce nella media Valtellina in una cittadina ai piedi delle Alpi Retiche, da una famiglia di umili origini, primogenita di diciotto tra fratelli e sorelle, dei quali solo dodici sopravvivranno all'infanzia; frequenta la terza elementare imparando a leggere e scrivere prima di trovare lavoro all'età di dieci anni, quando sarà mandata a Milano ad aiutare la zia sarta. Durante questo periodo Rosa decide di prendere la licenza elementare alla scuola serale e si iscrive ad un corso di francese, che le sarà molto utile negli anni successivi. 
Il primo evento documentato della sua vita è nel 1884, quando i dirigenti del Partito Operaio Italiano, le propongono di recarsi a Parigi per partecipare ad un convegno internazionale sulle condizioni dei lavoratori, poiché conosceva il francese. L'esperienza acquisita le permetterà di diventare maestra nell'atelier Dall'Oro nel 1885.
Nel 1886 lascia Milano diretta a Nizza e trova lavoro in un atelier di Rue de la Paix, per poi tornare a Milano nel 1888 e impiegarsi nella sartoria Bellotti. Nel 1893 la troviamo impegnata per il miglioramento delle condizioni delle lavoratrici: entra a far parte della Lega Promotrice degli Interessi Femminili e abbraccia poi le posizioni di Anna Kuliscioff, con la quale sosterrà le battaglie per l'emancipazione delle donne lavoratrici e per la tutela dei minori. Nello stesso anno partecipa con Anna Maria Mozzoni al congresso socialista internazionale di Zurigo.
A ventotto anni, nel 1895, viene assunta da una delle più note casa di moda milanesi, H. Haardt et Fils, che vanta filiali a Sanremo, Sankt Moritz e Lucerna. La sede è in corso Vittorio Emanuele 28, proprio di fronte alla principale concorrente, la sartoria Ventura, fornitrice dell'aristocrazia e della famiglia reale. All'epoca in Italia venivano riprodotti esclusivamente modelli francesi, fedele riproduzione di bozzetti "rubati" o acquistati a caro prezzo nei più famosi atelier parigini del tempo quali Paquin, Chéruit, Charles Frederick Worth, Douchet, le sorelle Callot ecc.
Nel 1903 nasce Fanny, la figlia di Rosa e di Alfredo Podreider, un avvocato che lei frequentava e che sarà impossibilitata a sposare fino al 1924, anno della morte della madre di lui, che si opponeva fermamente alla loro unione. Nel frattempo viene promossa direttrice e si trova a capo di circa duecento persone.
Successivamente assume il ruolo di docente alla scuola professionale femminile della Società Umanitaria di Milano, dove lavorerà fino al 1931, quando si dimetterà per non giurare fedeltà al fascismo.
Personalità poliedrica e vivace, grazie anche ad esperienze di lavoro in Francia, Rosa riesce a cogliere le potenzialità del settore moda in Italia e propone soluzioni di grande modernità per riorganizzare l'industria dell'abbigliamento italiana. Ottiene un grande successo con il padiglione presentato all'Esposizione internazionale di Milano del 1906, dove propone abiti di grande pregio ispirati alla tradizione dell'arte pittorica italiana rinascimentale. Per le sue creazioni impiega esclusivamente tessuti italiani e dichiara: «Il nostro patrimonio artistico potrebbe servire di modello alle nuove forme di vesti e di acconciature, che così assumerebbero un certo sapore di ricordo classico ed una vaga nobiltà di stile […] Come mai nel nostro Paese, da più di trent'anni assurto a regime di libertà, in questo rinnovellarsi di vita industriale ed artistica, come mai una moda italiana non esiste ancora?».
Tra le sue creazioni il celebre abito da ballo ispirato a Flora dalla Primavera del Botticelli, realizzato in raso di seta pallido, con sopravveste in tulle color avorio impreziosita da ricami a motivo floreale di perline, canottiglia, paillette e cordoncini dorati. Insieme a questo abito è famoso anche il "Manto da corte" tratto da un disegno del Pisanello: queste due creazioni, che le valgono il Gran Premio per la sezione Arte Decorativa da parte della Giuria Internazionale, sono state donate dalla figlia Fanny alla Museo della Moda e del Costume di Palazzo Pitti a Firenze nel 1983.
Nel 1908 Rosa tiene una relazione sul tema della nascita di una moda nazionale al primo congresso delle donne italiane, organizzato a Roma da associazioni femminili da poco istituite tra cui il Consiglio Nazionale delle Donne Italiane. Il suo intervento esprime la necessità dell'affrancamento dalla moda francese, auspicando la nascita e lo sviluppo di una moda italiana che si basi sull'alto potenziale dell'artigianato italiano.
L'influenza di Rosa Genoni porta alla fondazione del comitato per una moda di pura arte italiana, fondato in Lombardia nel 1909, a cui aderirono importanti imprenditori legati al tessile e all'abbigliamento. In concomitanza avviene la pubblicazione del suo libro Per una moda italiana, che propone disegni e immagini fotografiche delle toelette da lei ideate in quegli anni, ispirate per lo più all'arte rinascimentale, medievale e classica italiana.
Nel 1910 Rosa promuove le sue creazioni dalle pagine della rivista Vita d'Arte, con la quale collabora il Concorso Nazionale per un Abito Femminile da Sera. Indossano i suoi modelli attrici famose come Lyda Borelli e Dina Galli, nobildonne come la principessa Letizia di Savoia Duchessa d'Aosta, la baronessa Maria de Lindenberg, Luisa Casati Stampa, Carla Erba e molte altre.
Dopo il 1911 Rosa inizia a collaborare con la stampa femminile emancipazionista, scrivendo numerosi articoli per La Difesa delle lavoratrici, il giornale di Anna Kuliscioff. Nel 1914 progetta di creare l'Accademia di Pura Arte Italiana, una scuola superiore della moda.
Con lo scoppio della prima guerra mondiale Rosa si fa sostenitrice della neutralità dello Stato italiano, promuove la pubblicazione del periodico Per la guerra o per la pace? ed è la fondatrice e presidente dell'Associazione Pro e Umanità.
Tiene a Milano una conferenza dal titolo "La donna e la guerra" (1914), in cui si appella alle donne affinché rafforzino il fronte per la pace; dal 1915 al 1922 è la delegata italiana della Women's International League for Peace and Freedom (WILPF). Con Jane Addams e Aletta Jacobs fa parte di un gruppo di delegate che nel 1915 incontra i ministri degli esteri di Austria-Ungheria, Belgio, Gran Bretagna, Francia, Germania, Italia e Svizzera per proporre la creazione di una commissione di esperti per la cessazione della guerra, prospettiva poi naufragata con l'intervento degli Stati Uniti d'America.
Nel 1925 pubblica il primo volume del manuale Storia della Moda Italiana attraverso i secoli a mezzo dell'immagine, che prevedeva tre tomi dei quali solo il primo è stato pubblicato. Nel 1928 il marito Alfredo, ispirato da Rosa, sovvenziona nel carcere di San Vittore a Milano un laboratorio di sartoria per le detenute organizzato da Rosa stessa; seguiranno anche un asilo nido e un gabinetto ginecologico, rimasti in funzione a cura della famiglia Podreider fino ai bombardamenti del 1943.
Nel 1932 la famiglia si trasferisce a Sanremo, dove Alfredo muore nel 1936. Rosa fa coltivare un terreno seguendo il metodo dell'agricoltura biodinamica di Rudolf Steiner, precorrendo di decenni l'interesse per le colture biologiche.

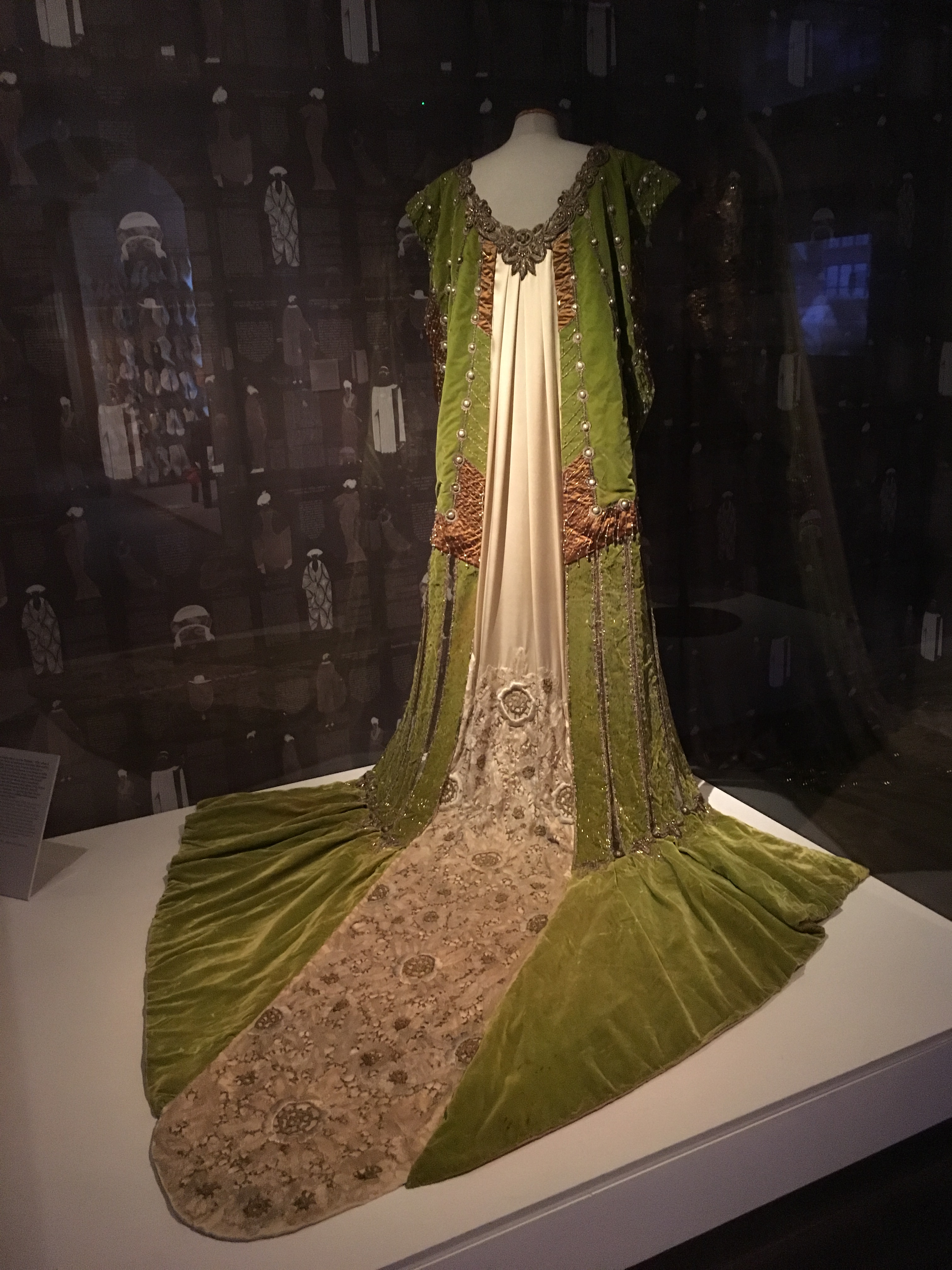
Rosa Genoni. Manto da corte "Pisanello". 1906. Velluto di seta. Abito ispirato ad un acquerello di Pisanello (1450 ca.) presentato all'esposizione internazionale di Milano nell'agosto 1906

Nel 1940 Rosa si trasferisce a Varese con la figlia Fanny, nella villa che il marito aveva comprato per sua madre. Nel 1948 scrive una appassionata lettera al conte Folke Bernadotte, mediatore dell'ONU, riguardo la questione palestinese. Nello scritto, Rosa Genoni auspica la pace tra arabi ed ebrei. 
Muore a Varese il 12 agosto del 1954.

## Scritti
- Rosa Genoni, Per una moda italiana : modelli saggi schizzi di abbigliamento femminile : 1906-1909, Milani, Alfieri & Lacroix, 1909.

- Per una moda italiana : relazione al 1. congresso nazionale delle donne italiane in Roma (sezione letteratura ed arte) della signora Rosa Genoni delegata della Societa Umanitaria di Milano, tip. Balzaretti, 1908.
- Articoli su pacifismo e socialismo, Ferrara, Luciana Tufani, 2019.
- La storia della moda attraverso i secoli: dalla preistoria ai tempi odierni, Bergamo, Istituto italiano d'arti grafiche, 1925.
- Cronache d'arte : Costume: la moda femminile dalle commemorazioni del 59 all'Esposizione d'arte di Venezia, in Vita d'arte : rivista mensile d'arte antica e moderna, n. 19, 1909,  351-358.

## Riconoscimenti
- 1906 - Gran Premio della giuria per la sezione Arte Decorativa dell’Esposizione Internazionale di Milano[3]
- Riposa in un'edicola del cimitero monumentale di Milano;[4] nel 2015 il comune di Milano ha deciso che il suo nome venga iscritto nel famedio dello stesso cimitero[5]